# الکساندر یوانویچ (بازیکن فوتبال، زاده ۱۹۸۴)
الکساندر یوانویچ (انگلیسی: Aleksandar Jovanović؛ زادهٔ ۲۶ اکتبر ۱۹۸۴) بازیکن فوتبال اهل بوسنی و هرزگوین است.
از باشگاه‌هایی که در آن بازی کرده‌است می‌توان به باشگاه فوتبال فرنتس‌واروش و باشگاه فوتبال دبرتسنی اشاره کرد.